# Gyrtona conglobalis
Gyrtona conglobalis är en fjärilsart som beskrevs av Walker 1863. Gyrtona conglobalis ingår i släktet Gyrtona och familjen nattflyn. Inga underarter finns listade i Catalogue of Life.